# Jaehyuk
Yoon Jae-hyuk (en hangul: 윤재혁; Yongin, Gyeonggi, 23 de julio de 2001) es un cantante y bailarín surcoreano, miembro de TREASURE, banda manejada por YG Entertainment.

## Vida y carrera
Jaehyuk fue presentado por primera vez en equipo B del programa de supervivencia YG Treasure Box, junto a demás aprendices de la agencia. 
Fue el miembro con menos popularidad, debido a que había sido aprendiz de YG Entertainment sólo por dos meses. Fue conocido bajo el apodo "Rey de las Audiciones Callejeras", porque había audicionado para SM Entertainment, JYP Entertainment, HYBE Corporation, CUBE Entertainment y para YG. 
Durante el programa, pudo librarse de su eliminación luego de enfrentarse a Yun Siyun interpretando «MY TYPE» de iKON. Jaehyuk estuvo en el centro de atención después de aparecer para interpretar «Growl» de EXO con Junghwan , Kang Seokhwan, Jang Yunseo y Kim Jongseob. 
Aunque no se anunciaron los 4 miembros que debutarían en la última noche, el nombre de Jaehyuk fue anunciado como el sexto miembro de TREASURE 7 a través de la aplicación V Live.
Después de que se conocieran todos los miembros de TREASURE 7, el 29 de enero de 2019, YG Entertainment anunció que lanzaría otro grupo vocal de la selección de YG Treasure Box con el nombre MAGNUM 6 con seis miembros,  anunciando  ambas agrupaciones serían promocionadas como TREASURE 13. 
Cuando Yoon Bin decidió terminar el contrato con la agencia, TREASURE 13 fue reintroducido como TREASURE, pero esta vez con 12 miembros. 
Finalmente debutó con TREASURE el 7 de agosto de 2020 con el sencillo THE FIRST STEP: CHAPTER ONE. 

## Filmografía

### Programas de televisión
| Año  | Título          | Cadena         | Ref.  |
| ---- | --------------- | -------------- | ----- |
| 2018 | YG TREASURE Box | YouTube · JTBC | [ 8 ] |

### Drama web
| Año  | Título                        | Cadena  | Ref.   |
| ---- | ----------------------------- | ------- | ------ |
| 2020 | It's Okay, That's Friendship' | YouTube | [ 9 ]  |
| 2021 | The Mysterious Class          | YouTube | [ 10 ] |